# 伊丹市立花里小学校
伊丹市立花里小学校（いたみしりつ はなさとしょうがっこう）は、兵庫県伊丹市寺本3丁目に所在する公立小学校。

## 沿革
- 1970年（昭和45年）4月1日 - 伊丹市立稲野小学校から分離して開校。

## 通学区域
- 池尻1丁目（390番地～397番地、586番地～589番地を除く）、5丁目1番地～24番地、奥畑、昆陽8丁目44番地～47番地、49番地1、2、50番地～70番地、85番地、昆陽北1丁目5番～7番、寺本2丁目～6丁目[1]

※卒業後は基本的に伊丹市立松崎中学校に進学する。

## 通学区域が隣接している学校
- 伊丹市立昆陽里小学校
- 伊丹市立摂陽小学校
- 伊丹市立稲野小学校
- 伊丹市立桜台小学校
- 伊丹市立池尻小学校
- 尼崎市立武庫北小学校